# Luca Signorelli

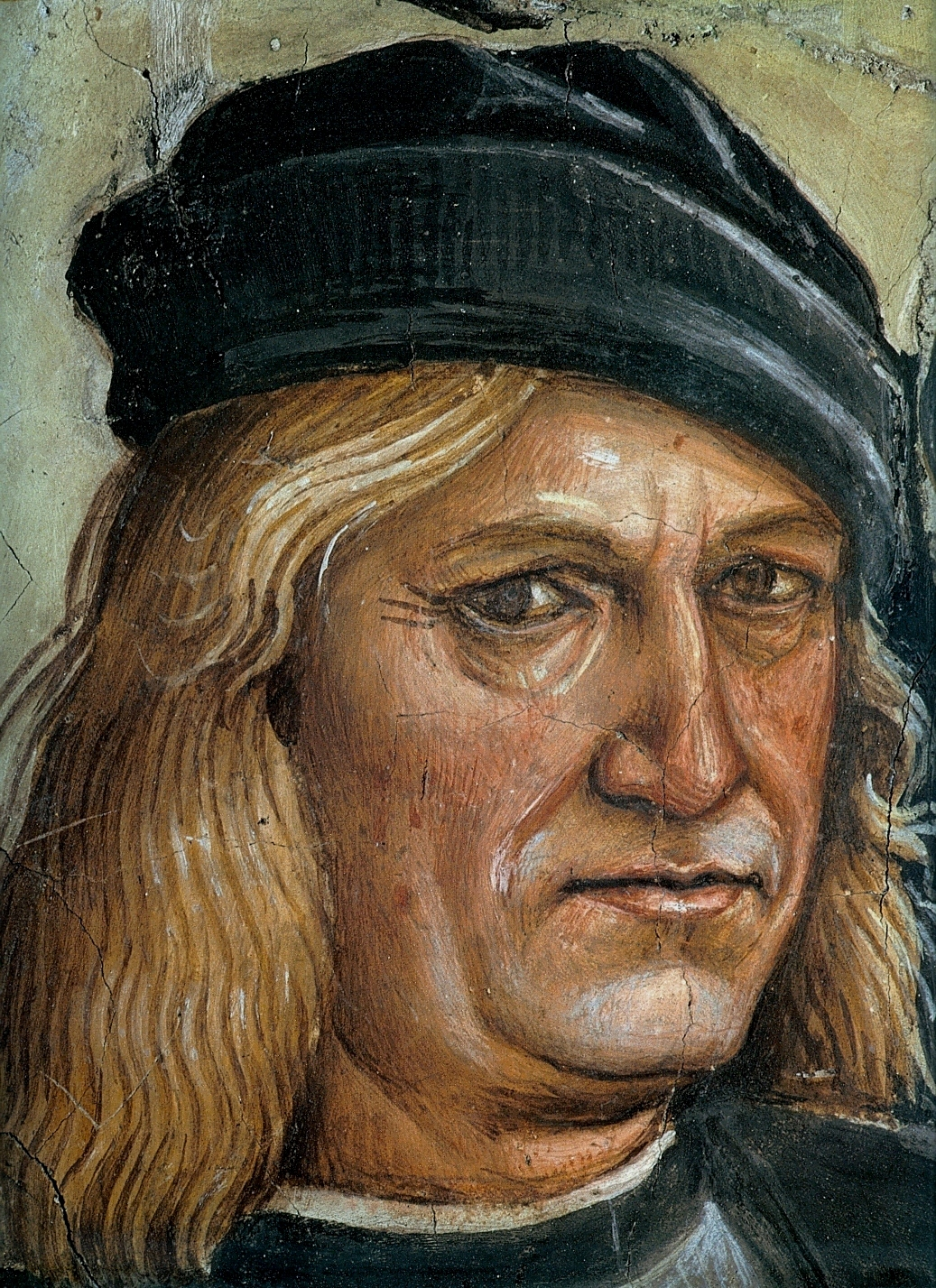
Selbstbildnis (1500)

Luca Signorelli (* ca. 1450 zu Cortona; † 16. Oktober 1523 ebenda) war ein italienischer Maler (Gemälde und Fresken) der Renaissance und Hauptmeister der Florentinischen Schule.

## Leben und Werk
Luca Signorellis Vater war der Maler Egidio di Ventura Signorelli. Signorelli war Schüler von Piero della Francesca in Arezzo, bei dem er besonders die Perspektive und die Aktmalerei lernte, und bildete sich dann nach den Meistern in Florenz, insbesondere bei Perugino, in dessen Werkstatt er tätig war. Vermutlich war er auch bei der als fortschrittlich geltenden Werkstatt Verrocchios. In Florenz malte er unter anderem für Lorenzo il Magnifico Pan unter den Hirten, (im Kaiser-Friedrich-Museum in Berlin, zerstört im Zweiten Weltkrieg) und ein Madonnenbild (jetzt in den Uffizien in Florenz).
Von 1482 bis 1484 war er in Rom, wo er in der Sixtinischen Kapelle ein Fresko zur Geschichte des biblischen Moses ausführte. Um dieselbe Zeit etwa malte er in Loreto die achteckige Sakristei an der Kirche mit Figuren von Engeln, Aposteln, Evangelisten etc. aus. Im Kloster Monte Oliveto Maggiore bei Buonconvento in der Provinz Siena malte er um 1498 den Freskenzyklus aus der Legende vom heiligen Benedikt.

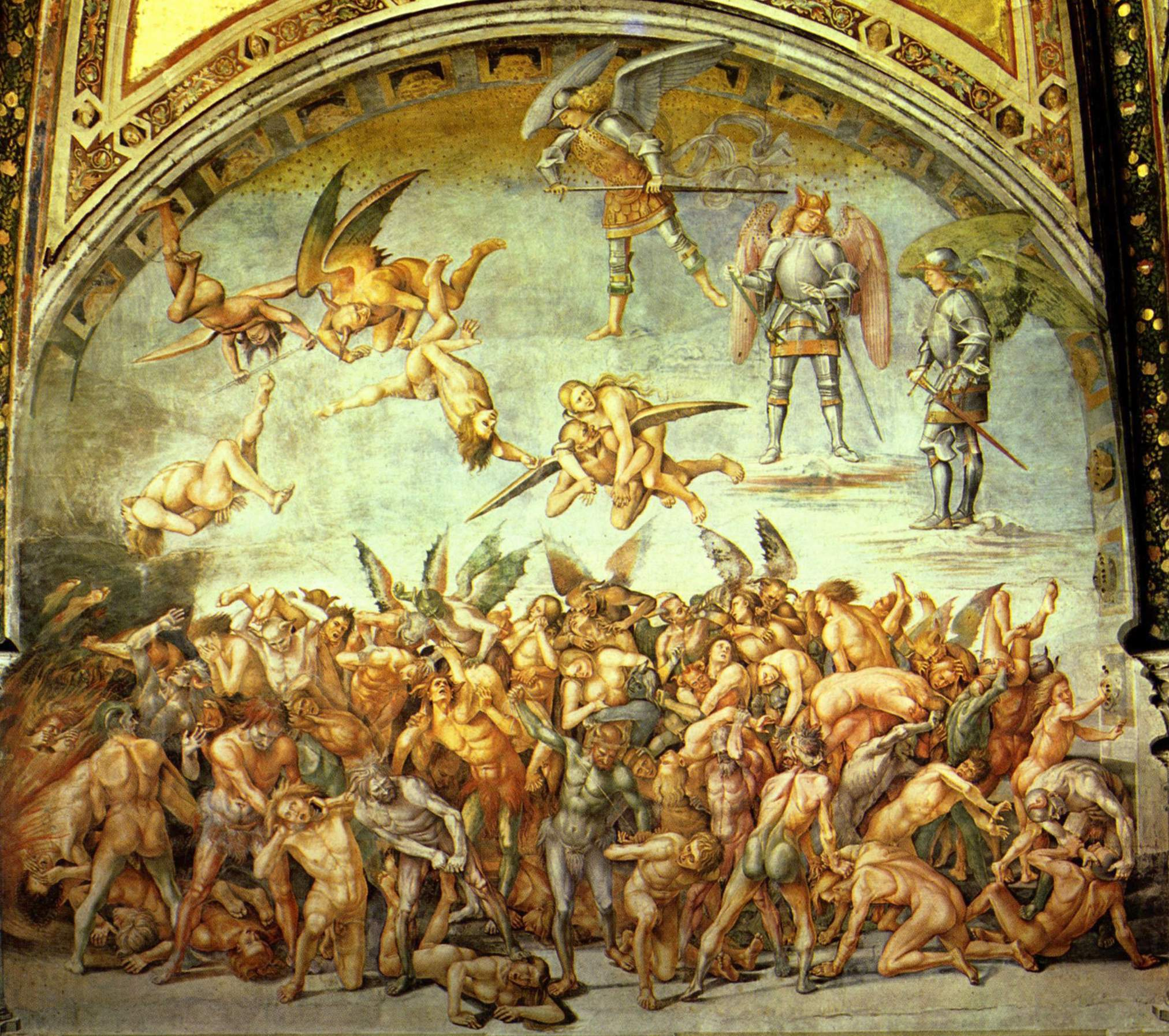
Szene Die Verdammten aus den Fresken im Dom zu Orvieto (1499–1505)

1499 weilte Signorelli in Orvieto und schmückte hier die Cappella della Madonna im Dom mit weltberühmten Wandmalereien, die Letzten Dinge zusammen mit dem Jüngsten Gericht darstellend, welch letzteres das Weltgerichts-Fresko von Michelangelo in der Sixtinischen Kapelle beeinflusste. Kurzen Aufenthalt nahm Signorelli 1508 und 1512 in Florenz, 1508 und 1517 in Rom.
Berlin besitzt außer dem genannten, zerstörten Bild noch zwei Altarflügel des Bichi-Altars aus Sant’Agostino in Siena, das Bildnis eines Mannes und Heilige Familie mit Zacharias, Elisabeth und dem kleinen Johannes, die National Gallery in London ein auf Leinwand übertragenes Fresko Der Triumph der Keuschheit mit der Züchtigung Amors, der Dom zu Perugia eine thronende Madonna mit Heiligen, die Kirche San Domenico zu Città di Castello ein Martyrium des heiligen Sebastian (1496), die Akademie zu Florenz eine unter der Dreifaltigkeit thronende Madonna mit Heiligen und der Dom zu Cortona ein Abendmahl.
Mit Originalität und Größe der Erfindung und Kühnheit der Phantasie verband Signorelli Herbheit und Strenge der Formengebung. In der oft gewaltsamen Bewegung seiner Figuren war Signorelli ein Vorläufer Michelangelos.

## Werke (Auswahl)
(chronologisch geordnet)

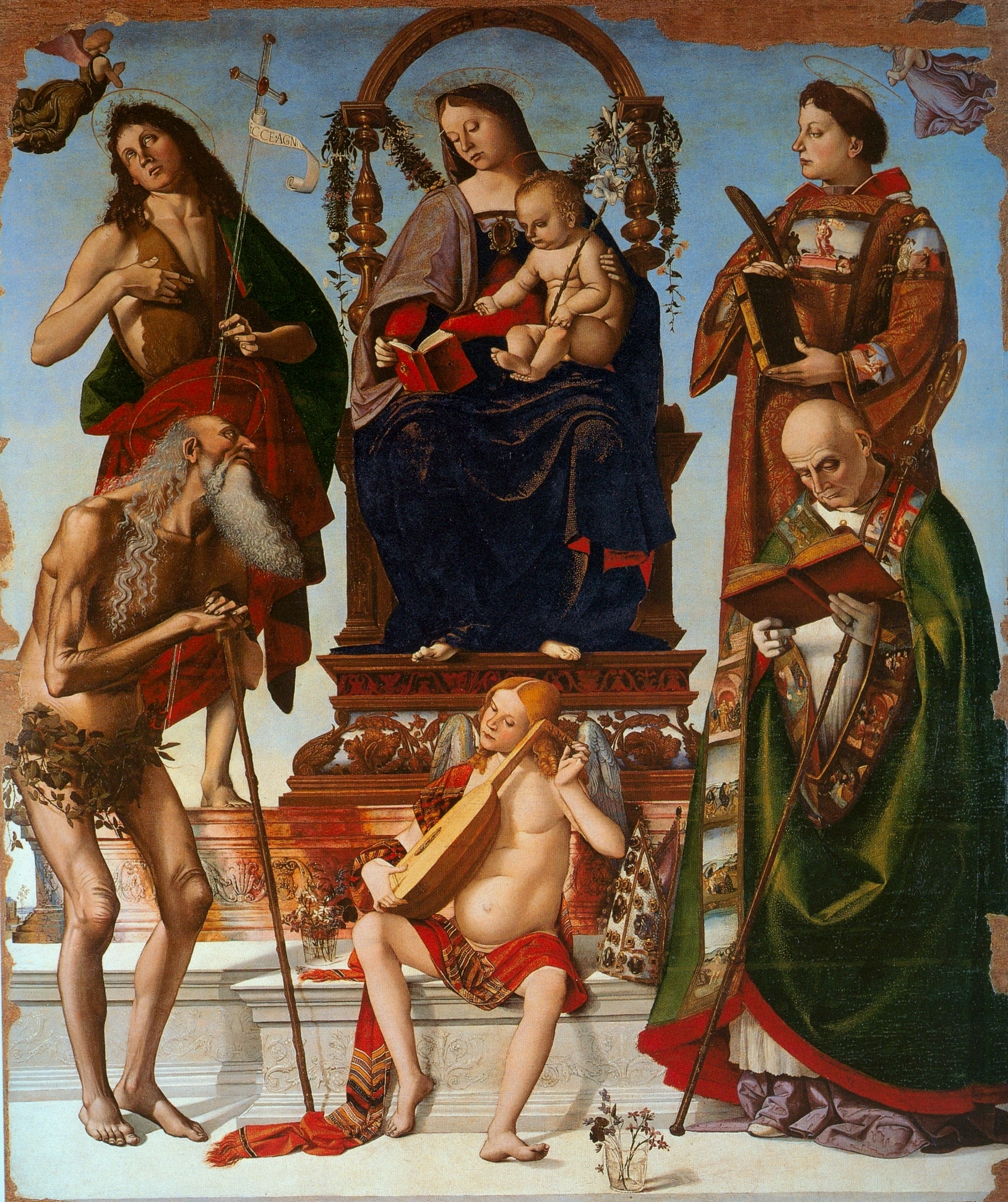
Pala di Sant’Onofrio (1484)

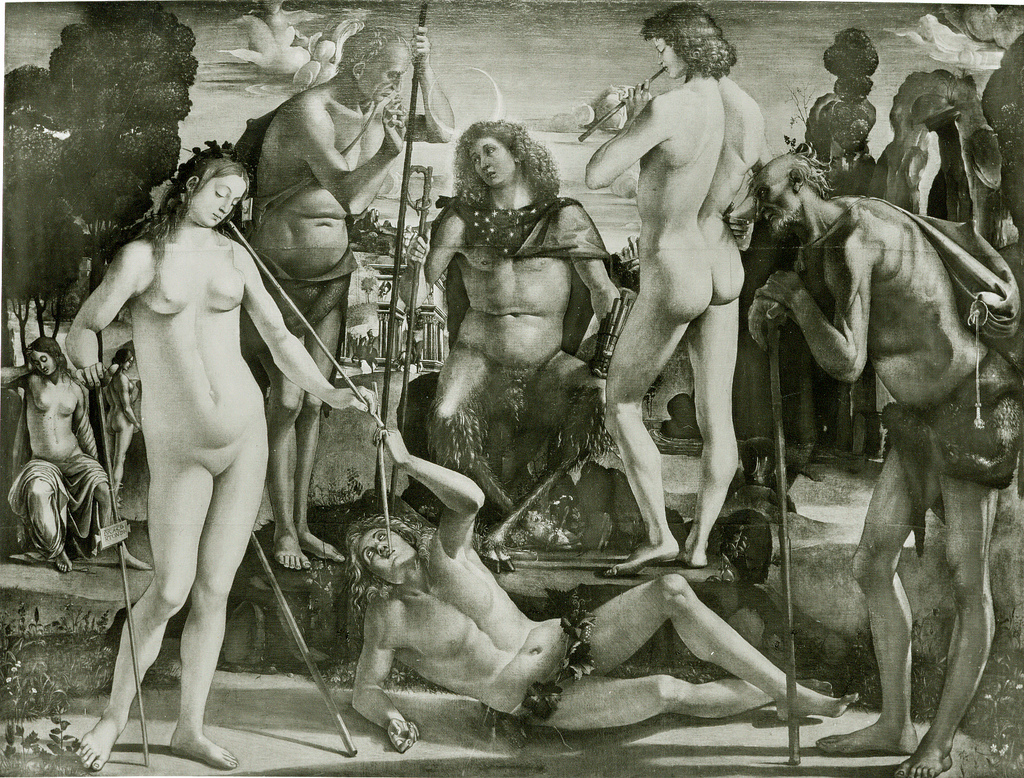
Erziehung des Pan, im Zweiten Weltkrieg verlorengegangenes Gemälde

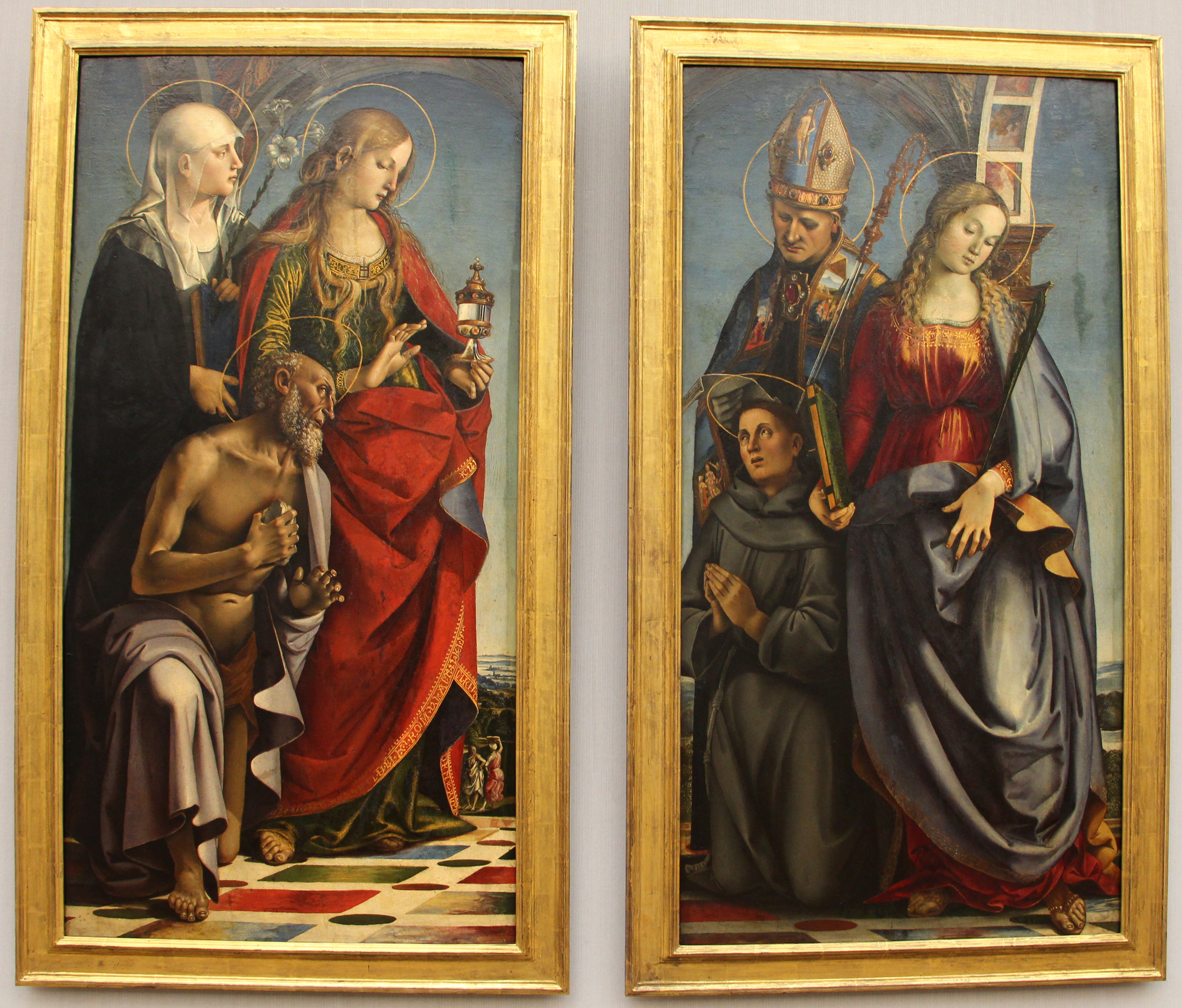
Seitenflügel der zerteilten Pala Bichi aus Sant’Agostino in Siena, ca. 1491, Gemäldegalerie Berlin

- Geißelung Christi (~1480), Tempera auf Holz, 84 cm × 57 cm, Mailand, Pinacoteca di Brera
- Himmelfahrt Mariens mit den heiligen Michael und Benedikt (~1480), Öl auf Holz, 170 cm × 131 cm, New York, Metropolitan Museum of Art
- Pala di Sant’Onofrio (1484), Tempera auf Holz, 221 cm × 189 cm, Perugia, Museo Diocesano (Altarretabel)
- Die Geburt Johannes des Täufers (1485– ~1490), Öl auf Holz, 31 cm × 70 cm, Paris, Musée du Louvre
- Die Heilige Familie (~1486–1490), Öl auf Holz, 81,5 cm × 65, London, National Gallery
- Erziehung des Pan, Tempera auf Leinwand, 194 × 257 cm
- Madonna mit Kind (~1490), Tempera auf Holz, 170 cm × 117,5 cm, Florenz, Uffizien
- Szene aus dem Leben von Joachim und Anna (~1490), Tempera auf Holz, 24 cm × 43 cm, Florenz, Privat
- Geburt der Jungfrau Maria (~1490), Tempera auf Holz, 24 cm × 43 cm, Florenz, Privat
- Die Heilige Familie (~1490), Tempera auf Holz, Tondo, Durchm. 124 cm, Florenz, Uffizien
- Beschneidung Christi (1490– ~1491), 258,5 cm × 180 cm, London, National Gallery
- Vermählung der Jungfrau Maria (1490– ~1491), Tempera auf Holz, 21,6 cm × 48 cm, Washington, National Gallery of Art
- Madonna mit Kind, dem Heiligen Josef und einem anderen Heiligen (1490–1492), Tempera auf Holz, Tondo, Durchm. 99 cm, Florenz, Palazzo Pitti
- Heilige Eustachia, Maria Magdalena und Hieronymus, linke Seitentafel des Bichi-Altars aus Sant’Agostino in Siena (um 1491), Öl auf Holz, 146,5 cm × 75,5 cm, Berlin, Gemäldegalerie[5][6]
- Heilige Augustinus, Katharina von Alessandrien und Antonius von Padua, rechte Seitentafel des Bichi-Altars aus Sant’Agostino in Siena (um 1491), Öl auf Holz, 145,5 cm × 76 cm, Berlin, Gemäldegalerie
- Bildnis eines Mannes (~1492), Tempera auf Holz, 50 cm × 32 cm, Berlin, Gemäldegalerie
- Testa di un ragazzo (1492– ~1493), Tempera auf Holz, 26 cm × 20,5 cm, Philadelphia Museum of Art
- San Giorgio uccide il drago (1495–1500), Öl auf Holz, 55 cm × 75,5 cm, Amsterdam, Rijksmuseum
- Adorazione dei pastori (1496), Öl auf Holz, 215 cm × 170 cm, London, National Gallery
- Martirio di san Sebastiano (1497– ~1498), Tempera auf Holz, Città di Castello, Pinacoteca comunale
- Fresken im Dom von Orvieto (Cappella di San Brizio):
  - Predica e morte dell’Anticristo (1499–1502)
  - L’Apocalisse (1499–1502)
  - La resurrezione della carne (1499–1502)
  - I Dannati (1499–1502)
  - Gli Eletti (1499–1502)
  - Gli Eletti chiamati in Paradiso e i Dannati condotti all'Inferno (1499–1502)
  - Dante Alighieri (1499–1502)
  - Virgilio (1499–1502)
  - Empedocle (1499–1502)
  - Dante e Virgilio entrano nel Purgatorio (1499–1502)
  - L’angelo arriva in Purgatorio (1499–1502)
  - Le Vergini (1499–1502)
  - Compianto su Cristo morto con i santi Parenzo e Faustino (1499–1502)
- Allegoria della Fertilità e dell’Abbondanza (~1500), Tempera auf Holz, 58 cm × 105,5 cm, Florenz, Uffizien
- Cristo Crocifisso con Maria Maddalena (~1500), Tempera, 247 cm × 165 cm, Florenz, Uffizien
- Selbstporträt mit Vitelozzo Vitelli (1500–1503), Tempera auf Holz, Orvieto, Museo dell’Opera del Duomo
- Compianto su Cristo morto (1502), Tempera auf Holz, 270 cm × 240 cm
- Santa Maria Maddalena (1504), Tempera auf Holz, Orvieto, Museo dell’Opera del Duomo
- Kreuzigung (1504–1505~), Tempera auf Holz, 72,5 cm × 101 cm, Washington, National Gallery
- Geißelung (1505~), Tempera auf Holz, 42 cm × 34 cm, Venedig, Ca’ d’Oro, Galleria Franchetti
- Marienkrönung (1508), Öl auf Holz, 127 cm × 223 cm, San Diego, Timken Art Gallery
- Coriolan überredet die Familie Rom zu verlassen (1509~), Fresko übertragen auf Leinwand, 125 cm × 125 cm, London, National Gallery
- Il trionfo della Castità: l’Amore disarmato (1509~), Fresko auf Leinwand übertragen, 125 cm × 133,4 cm, London, National Gallery,
- Anbetung der Hirten (1509–1510~), Tempera auf Holz, 35 cm × 43,5 cm, Philadelphie, Philadelphia Museum of Art
- Geißelung und Kreuzigung (1500–1510), Fresko, Oratorium San Crescentino, Morra, frazione di Città di Castello, Umbrien
- La Trinità, la Vergine e due santi (1510), Tempera auf Holz, 272 cm × 180 cm, Florenz, Uffizien
- Maria mit dem Kinde (1510), Öl auf Holz, Tondo, Durchm. 87 cm, München, Alte Pinakothek
- Madonna mit Kind, Engeln und Heiligen (1510~), Öl auf Holz übertragen auf Hartfaserplatte, 155 cm × 135 cm, Washington, National Gallery of Art[7]
- Anbetung der Hirten (1510– ~1515), Öl auf Holz, 17 cm × 65 cm, London, National Gallery
- Apostelkummunion (1512), Öl auf Holz, 232 cm × 220 cm, Cortona, Museo Diocesano
- Die Heilige Familie mit Zacharias, Elisabeth und dem Johannesknaben (nach 1512), Pappelholz, Tondo, Durchm. 70 cm, Berlin, Gemäldegalerie
- Madonna mit Kind und Heiligen (1515), Öl auf Holz, 265 cm × 193 cm, London, National Gallery
- Madonna mit Kind und Heiligen (1515–1520~), Öl auf Holz, Rom, Museo Nazionale di Castel Sant’Angelo
- Kreuzabnahme (1516), Museo Santa Croce, Umbertide
- Predella: Ester davanti ad Assuero / Tre episodi della vita di san Gerolamo (1519–1522~), Öl auf Holz, 29,5 cm × 212,5 cm, London, National Gallery
- Flucht nach Ägypten; Cristo fra i dottori (1520~), Öl auf Holz, 21 cm × 67 cm, Kansas City, Nelson-Atkins Museum of Art
- Unbefleckte Empfängnis und Heilige (1523~), Öl auf Holz, 217 cm × 210 cm, Cortina, Museo Diocesano